# Браєн Фрауд
Браєн Фрауд (англ. Brian Froud, народ. в 1947 р., Вінчестер, Англія) — відомий англійський художник. Працює у стилі фентезі. Живе в графстві Девон, Британія. Живе і працює разом зі своєю дружиною Венді Фрауд — художницею, яка також працює в стилі фентезі.

## Біографія

### Творчість
Браєн Фрауд (Brian Froud) народився в Вінчестері (Winchester) в 1947 році.
В 1971 році закінчив Майдстоунівський коледж мистецтв (Maidstone College of Art) за професією графічний дизайнер. Після закінчення коледжу, Брайан почав працювати в Лондоні з різними проектами по дизайну обкладинок для журналів та книг, а так само дитячою ілюстрацією.

В 1973 році Браєн переїхав в Девон. Там він, як і раніше, ілюстрував книги, а також знаходив час для власної творчості. Саме тоді він почав видавати власні книги. У 1978 році Брайан разом зі своїм другом Аланом (Alan Lee) створив серію робіт про фей, яка мала величезний успіх. Роботи попалися на очі Джима Генсона (Jim Henson) творця Маппет шоу. В тому ж році починається їхня спільна робота над ляльками для фільму «Темний кристал» («The Dark Crystal»), що вийшов на екрани тільки в 1982 році. У тому ж році Браян знайомиться з Венді Миденер (Wendy Midener) –дизайнером ляльок і творцем Ельфінгів та Йоди з «Зоряних війн». Незабаром вони одружуються.

Малюнки Браєна Фрауда виступили прототипом створінь у кінострічках «Темний кристал» та «Лабіринт». Браєн співпрацював із Тері Джонсом. Тері — не тільки як сценарист «Лабіринту» та «Гоблінів Лабіринту», але й творець різноманітних книжок про фей та гоблінів. Фрауд працював також із американським письменником Арі Берком над створенням книжок «Гобліни», «Руни країни ельфів», а також графічного альбому «Хороші феї/Погані феї».

### Оракул Феї

Браєн Фрауд «Я завжди любив лісових фей»

Крім того, Брайан займався й іншими творчими проектами. Наприклад, він намалював ілюстрації для колоди карт для ворожби, які було названо «Оракул Феї». У марті 2010 року вийшов сіквел колоди — «Серце Феї».
Брайан Фрауд також працював над створенням обкладинки для альбому німецької групи Qntal. Альбом вийшов у 2006 році під назвою Qntal V: Silver Swan. Існує і розширена версія альбому, яка складається з двох CD-дисків. На одному із дисків — невелика галерея ілюстрацій Брайана (феї та гобліни).

### Тобі Фрауд
Тобі Фрауд (Toby Froud, 30.11.1983) — син Браєна та Венді Фрауд. Він грав дитину у кінострічці «Лабіринт». Тобі вивчав кінематограф та спецефекти у Лондоні. Крім того, він ходить на ходулях разом їхньою трупою по Англії. Тобі Фрауд навчався на зйомках «Володаря перстенів» у Новій Зеландії та в Muppet workshop у Нью-Йорк

## Джерело натхнення
Натхнення для своїх фей, гоблінів і тролів Браєн Фрауд черпає з приголомшливих пейзажів старовинного англійського міста Вінчестер, а також від природного ландшафту скелястій місцевості Дартмур, відомого національного парку Великої Британії в графстві Девоншир, куди Браєн Фрауд переселився вже після того, як почав малювати своїх персонажів. Здебільшого його герої були мешканцями фентезі світу, їхні образи були навіяні старовинними легендами і міфами. Художнику так полюбилися ці міфологічні істоти, що майже всі його картини присвячені їм. Сам він написав: «Я завжди любив лісових фей, для мене вони такі ж живі, як і звичайні люди» Добрі та злі, смішні та потворні, пустотливі симпатяги дивляться на нас з його картин і затягують глядача у свій таємничий світ. Містична, магічна влада фей зачаровує і чарує всіх, хто бачить зображення цих істот на картинах художника Браєна Фрауда. Його фантазія в зображенні казкових істот і художні роботи, що їм присвячені, зробило його ім'я відомим у всіх любителів жанру фентезі. Він створив міфічний різноманітний світ і населив його істотами всіх видів. Ельфам, феям, гоблінам і багатьом іншим міфологічним істотам присвячені книжкові проекти художника Браєна Фрауда з ілюстраціями, а також його великомасштабні картини.

## Ілюстрації
- Romeo And Juliet (1971)
- The Man Whose Mother was a Pirate (1972)
- A Midsummer Night's Dream (1972)
- Lovecraft: A Look Behind the Cthulhu Mythos by Lin Carter (cover illustration)
- Ultra-violet catastrophe! Or, The unexpected walk with Great-Uncle Magnus Pringle (1975)
- Are All the Giants Dead? (1975)
- The Wind Between the Stars (1976)
- The Land of Froud (1977)
- Master Snickup's Cloak (1979)
- Faeries (1979) — With Alan Lee
- The World of the Dark Crystal (1982)
- Goblins: Pop-up Book (1983)
- Goblins of the Labyrinth (1986)
- The Goblin Companion: A Field Guide to Goblins (1986)
- The Dreaming Place (1990)
- Lady Cottington's Pressed Fairy Book (1994)
- Quentin Cottington's Journal of Faery Research: Strange Stains and Mysterious Smells (1996)
- Good Faeries/Bad Faeries (1998)
- The Faeries' Oracle (2000)
- The Runes of Elfland (2003)
- Goblins! (2004)
- The Secret Sketchbooks of Brian Froud (2005)
- Chelsea Morning (2005)
- Brian Froud's World of Faerie (2007)
- Heart of Faerie Oracle (2010)

## Серія «Brian Froud's Faerielands»
Браєн Фрауд видав серію книжок під назвою «Brian Froud's Faerielands». Спочатку він створив альбом із ілюстраціями, а потім попросив чотирьох відомих фентезі-письменників (Patricia McKillip, Terri Windling, Midori Snyder, and Charles de Lint) придумати та написати до цих малюнків якісь історії. Перші дві книжки видавалися у елегантній палітурці З численними малюнками. Пізніше видавництво цієї серії скасували.
- Something Rich and Strange — Patricia McKillip (1994)
- The Wild Wood — Charles de Lint (1994)
- The Wood Wife — Terri Windling (1996)
- Hannah's Garden — Midori Snyder (2002)

## Концептуальні роботи
- Faeries (television and VHS) (1981)
- «Темний кристал» (1982)
- Лабіринт (фільм, 1986)
- The Storyteller (1988)
- Маленький Німо: Пригоди в країні снів (1988)
- The Life & Adventures of Santa Claus (2000)
- Пітер Пен (фільм, 2003)
- Mythic Journeys
- Power of the Dark Crystal (2012)